# Пуговичино
Пугови́чино (рос. Пуговичино) — присілок у складі Ленінського міського округу Московської області, Росія.

## Населення
Населення — 104 особи (2010; 48 у 2002).
Національний склад (станом на 2002 рік):
- росіяни — 100 %